# Juan Carlos Paredes
Juan Carlos Paredes Reasco, ou simplement Juan Carlos Paredes, né le 8 juillet 1987 à Esmeraldas en Équateur, est un footballeur international équatorien au poste de défenseur évoluant au Cumbaya FC.

## Biographie

### Carrière de joueur
La carrière professionnelle de Juan Carlos Paredes commence en 2006 au Barcelona de Guayaquil. Il rejoint en 2007, le Deportivo Cuenca. En 2008, il est transféré en seconde division le Rocafuerte de Guayaquil, Il retourne de nouveau au Deportivo Cuenca en 2009. En 2010, il rejoint le Deportivo Quito où il joue trois saisons et il est champion d'Équateur en 2011. En 2013, il retourne au Barcelona.
Après une Coupe du monde 2014 remarquée, il débarque en Europe où Watford s'attache ses services pour un contrat de 5 ans.

### Équipe nationale
Juan Carlos Paredes est convoqué pour la première fois par le sélectionneur national Reinaldo Rueda pour un match amical face au Mexique le 5 septembre 2010 (victoire 2-1). 
En juin 2014, le sélectionneur Reinaldo Rueda annonce que Paredes est retenu dans la liste des 23 joueurs pour jouer la Coupe du monde 2014 au Brésil. 
Il compte 69 sélections et 0 but avec l'équipe d'Équateur depuis 2010.

## Palmarès
- Avec le Deportivo Quito :
  - Champion d'Équateur en 2011
- Avec l'Olympiakos : 
  - Championnat de Grèce en 2017

## Statistiques

### Statistiques en club
Le tableau ci-dessous résume les statistiques en match officiel de Juan Carlos Paredes durant sa carrière de joueur professionnel.
| Saison                | Club                  | Championnat           | Championnat | Championnat | Coupe(s) nationale(s) | Coupe(s) nationale(s) | Compétition(s) continentale(s) | Compétition(s) continentale(s) | Compétition(s) continentale(s) | Équateur | Équateur | Total | Total |
| Saison                | Club                  | Division              | M.          | B.          | M.                    | B.                    | Comp.                          | M.                             | B.                             | M.       | B.       | M.    | B.    |
| 2006                  | Barcelona             | Serie A               | 5           | 0           | -                     | -                     | -                              | -                              | -                              | -        | -        | 5     | 0     |
| 2007                  | Deportivo Cuenca      | Serie A               | 19          | 1           | -                     | -                     | -                              | -                              | -                              | -        | -        | 19    | 1     |
| 2008                  | Rocafuerte            | Serie B               | 29          | 2           | -                     | -                     | -                              | -                              | -                              | -        | -        | 29    | 2     |
| 2009                  | Deportivo Cuenca      | Serie A               | 32          | 3           | -                     | -                     | CL                             | 10                             | 0                              | -        | -        | 42    | 3     |
| 2010                  | Deportivo Quito       | Serie A               | 38          | 4           | -                     | -                     | CL+CS                          | 3+2                            | 0                              | 5        | 0        | 48    | 4     |
| 2011                  | Deportivo Quito       | Serie A               | 36          | 3           | -                     | -                     | CL                             | 2                              | 0                              | 10       | 0        | 48    | 3     |
| 2012                  | Deportivo Quito       | Serie A               | 19          | 0           | -                     | -                     | CL+CS                          | 7+5                            | 0                              | 6        | 0        | 37    | 0     |
| 2013                  | Barcelona             | Serie A               | 35          | 1           | -                     | -                     | CL                             | 5                              | 0                              | 13       | 0        | 53    | 1     |
| 2014                  | Barcelona             | Serie A               | 8           | 0           | -                     | -                     | -                              | -                              | -                              | 7        | 0        | 15    | 0     |
| 2014 - 2015           | Watford               | Championship          | -           | -           | -                     | -                     | -                              | -                              | -                              | -        | -        | 0     | 0     |
| Total sur la carrière | Total sur la carrière | Total sur la carrière | 221         | 14          | -                     | -                     | -                              | 34                             | 0                              | 41       | 0        | 296   | 14    |